# Jérôme Berthomme
Jérôme Marie Berthomme (Brest, 18 février 1750 – Brest, 5 février 1817) est un négociant et ancien maire de Brest.

## Biographie
Il était fils d'un maître tapissier. Marié à Marie Thérèse Toullec, et il sera père de 9 enfants dont 5 mourront en bas âge. Commissaire civil de Brest en 1789, officier municipal un an après, il devient maire de Brest le 6 novembre 1791. En 1792, pour lutter contre les assignats qui dévaluent, il met en circulation, avec l'aval de sa municipalité, des billets de confiance, qui seront interdits ultérieurement par décret du 7 novembre 1792.
Le 15 décembre 1792, Berthomme autorise la création d'une société littéraire, la Société des Vêpres, composée entre autres de généraux, de magistrats et de citoyens parmi les plus notables de la ville.
À la suite des élections du 22 décembre 1792, il est remplacé par Romain Malassis du 1er janvier 1793 au 2 novembre 1793, qui cesse ses fonctions par deux arrêtés du représentant en mission Jean-Jacques Bréard. Berthomme redevient alors maire du 2 novembre 1793 au 28 novembre 1795. La disette menaçante le contraint à prendre des mesures énergiques, et il fait appel aux commerçants qui versent 304 200 francs pour renflouer la caisse municipale. Quatre délégués se rendent à Lannion pour acheter du grain pour 200 000 livres. Mais trois mois plus tard la situation s'aggrave, et, face à l'augmentation considérable du prix du pain, on décide que le pain destiné aux malades sera composé de deux tiers de froment et d'un tiers de riz.
Appartenant à la loge L'Heureuse Rencontre, il fait construire sur un terrain qu'il possède, une vaste salle avec amphithéâtre et tribune. Cette salle que l'on nommera « salle du club » servira de palais de justice jusqu'en 1920.

## Sources
- Dans les rues de Brest de 1650 à 1985, Gérard Cissé, 1985.
- Brest au fil des rues, Paul Coat et Luc Durouchoux, Éditions Nouvelles du Finistère, 1994.